# Kurklaag
De kurklaag is een beschermende laag. Deze komt bij planten voor op verschillende plaatsen. Bekend is de kurklaag bij de kurkeik, die de stam en takken beschermd, maar ook bij de bladval speelt deze laag een rol.
Bladval in de herfst wordt voorafgegaan door veranderingen in de weefsels aan of in de bladbasis. Er worden twee laagjes gevormd. Een afscheidingslaag (abscissielaag) en een beschermende laag, de kurklaag.
In de altijd al aanwezige afscheidingslaag, die uit korte cellen met zwak verdikte wanden bestaat, ontstaat door frequente celdelingen een laag baksteenvormige cellen. Vervolgens kan bladval op drie verschillende manieren veroorzaakt worden:
- door het oplossen van de middenlamellen van de cellen, of
- door het oplossen van wanden en cellen, of
- door de vorming van een kurklaagje door de bladsteel.

De beschermende laag isoleert het blad van de stengel. Onder deze laag vindt peridermvorming plaats en worden door de productie van gom de vaten (xyleem en floëem) afgesloten, waardoor indringing van schimmels en bacteriën wordt voorkomen.